# Besenyszög
Besenyszög é uma cidade da Hungria, situada no condado de Jász-Nagykun-Szolnok. Tem 138,08 km² de área e sua população em 2019 foi estimada em 3.279 habitantes.